# USS Wilkinson (DL-5)
USS Wilkinson (DL-5) là một tàu khu trục lớp Mitscher từng hoạt động cùng Hải quân Hoa Kỳ trong giai đoạn Chiến tranh Lạnh. Nó là chiếc tàu chiến duy nhất của Hải quân Hoa Kỳ được đặt cái tên này, được đặt theo tên Phó đô đốc Theodore Stark "Ping" Wilkinson (1888-1946), chỉ huy lực lượng đổ bộ tại Mặt trận Thái Bình Dương trong Chiến tranh Thế giới thứ hai, từng được tặng thưởng Huân chương Danh dự cùng hai lần được tặng thưởng Huân chương Phục vụ Dũng cảm Hải quân. Nó đã hoạt động tại cả khu vực Đại Tây Dương lẫn Thái Bình Dương trong suốt quãng đời phục vụ, cho đến khi xuất biên chế vào năm 1969. Con tàu cuối cùng bị bán để tháo dỡ vào năm 1975.

## Thiết kế và chế tạo
Lớp Mitscher là lớp tàu khu trục đầu tiên được Hải quân Hoa Kỳ chế tạo sau khi Thế Chiến II chấm dứt. Tuy nhiên sau khi việc chế tạo chiếc soái hạm khu trục Norfolk (DL-1) cho thấy có chi phí quá tốn kém (61,9 triệu Đô-la Mỹ), việc chế tạo chiếc tàu chị em CLK-2 của Norfolk bị hủy bỏ, và Hải quân Mỹ chuyển sang cải biến lớp tàu khu trục Mitscher đang đóng thành những soái hạm khu trục.
Thoạt tiên mang ký hiệu lườn DD-930, Wilkinson được đặt lườn tại xưởng tàu của hãng Bethlehem Steel Company ở Quincy, Massachusetts vào ngày 1 tháng 2, 1950. Đang khi chế tạo, con tàu được xếp lại lớp như một soái hạm khu trục vào ngày 9 tháng 2, 1951, mang ký hiệu lườn mới DL-5, rồi được hạ thủy vào ngày 23 tháng 4, 1952, được đỡ đầu bởi Lady Catherine Moore, nguyên phu nhân của Phó đô đốc Wilkinson. Con tàu nhập biên chế cùng Hải quân Hoa Kỳ vào ngày 3 tháng 8, 1954 dưới quyền chỉ huy của Hạm trưởng, Trung tá Hải quân Donald G. Dockum.

## Lịch sử hoạt động

### 1955 - 1959
Sau khi hoàn tất việc chạy thử máy huấn luyện tại khu vực vịnh Guantánamo, Cuba, Wilkinson rời cảng nhà Newport, Rhode Island vào ngày 21 tháng 2, 1955 để đưa Tư lệnh Lực lượng Khu trục Hạm đội Đại Tây Dương, Chuẩn đô đốc Arleigh Burke, cùng ban tham mưu của ông trong chuyến đi thị sát khắp khu vực Tây Ấn, đi đến San Juan, Puerto Rico; Saint Thomas, Quần đảo Virgin thuộc Mỹ; vịnh Guantánamo và Havana, Cuba; và Key West, Florida. Khi quay trở về, nó đảm nhiệm vai trò soái hạm cho Tư lệnh Chi hạm đội Khu trục 2, là một phần của lực lượng chống ngầm Hạm đội Đại Tây Dương, và thực hành chống tàu ngầm trong những tháng tiếp theo. Lên đường vào ngày 11 tháng 7, nó đưa 70 học viên sĩ quan thuộc Hải quân Dự bị Hoa Kỳ rời vùng bờ Đông cho một chuyến đi huấn luyện sang Châu Âu. Nó đã ghé đến Edinburgh, Scotland; Copenhagen, Đan Mạch; và vịnh Guantánamo trước khi quay trở về Hoa Kỳ vào ngày 2 tháng 9.
Rời Newport, Rhode Island vào ngày 24 tháng 10, 1955, với Tư lệnh Chi hạm đội Khu trục 6 trên tàu, Wilkinson đi sang vùng vịnh Mexico để thực hành phòng không; nó đã viếng thăm New Orleans, Louisiana và Havana trước khi quay trở về cảng nhà vào ngày 18 tháng 11. Nó đi vào Xưởng hải quân Boston vào ngày 2 tháng 12 cho một đợt đại tu kéo dài mất năm tháng, đồng thời được nâng cấp dàn pháo phòng không lên kiểu hải pháo 3-inch/70 caliber được cải tiến. Rời xưởng tàu, nó thử nghiệm kiểu pháo phòng không mới, tiến hành huấn luyện ôn tập tại khu vực vịnh Guantánamo, rồi viếng thăm Port-au-Prince, Haiti; Charleston, South Carolina; và Norfolk, Virginia trước khi tham gia một cuộc tập trận chống tàu ngầm quy mô lớn trong tháng 6.
Vào tháng 7, 1956, Wilkinson rời Newport để hướng sang cảng nhà mới San Diego, California. Trên đường đi nó đã ghé viếng thăm Havana; Balboa, Panama; và Buenaventura, Colombia. Nó đi đến trình diện để phục vụ cùng Hạm đội Thái Bình Dương, trở thành soái hạm của Chi hạm đội Khu trục 17. Từ tháng 8, 1956 đến tháng 3, 1957, nó hoạt động tại chỗ từ căn cứ San Diego, tham gia các cuộc thực tập chống ngầm, phòng không và đổ bộ. Vào ngày 14 tháng 9, 1956, nó tham gia một cuộc duyệt binh quy mô lớn của Đệ Nhất hạm đội được tổ chức ngoài khơi Long Beach, California, với sự tham gia của hơn 70 tàu chiến.
Trong tháng 3 và tháng 4, 1957, Wilkinson hoạt động tại khu vực biển Bering và quần đảo Aleut, viếng thăm Kodiak và Dutch Harbor, Alaska. Trên đường quay trở về nó viếng thăm Esquimalt, British Columbia; Seattle, Washington và San Francisco. Sau đó vào tháng 5, nó đưa Chuẩn đô đốc Chester Wood, Tư lệnh Lực lượng Tuần dương-Khu trục Hạm đội Thái Bình Dương, tham gia cuộc tập trận phòng không và chống tàu ngầm. Đến tháng 6, con tàu viếng thăm Portland, Oregon để tham gia Lễ hội Hoa hồng Portland hàng năm. Cảng nhà của nó được chuyển từ San Diego đến Long Beach vào tháng 7, và nó đi vào Xưởng hải quân Long Beach vào tháng 2, 1958 để cải tiến hệ thống động lực. Rời xưởng tàu vào tháng 9, nó tiếp tục hoạt động huấn luyện thường lệ ngoài khơi San Diego.
Được phái sang hoạt động tại khu vực Tây Thái Bình Dương vào tháng 1, 1959, Wilkinson lần lượt viếng thăm Trân Châu Cảng, Hawaii; vịnh Subic, Philippines; vịnh Buckner, Okinawa; Cao Hùng, Đài Loan; và các cảng Yokosuka và Kure, Nhật Bản. Nó về đến Long Beach vào tháng 3 với Tư lệnh Hải đội Khu trục 19 trên tàu. Nó tiếp tục hoạt động thường lệ tại chỗ cho đến tháng 10, tham gia nhiều cuộc thực tập ngoài khơi bờ biển California cũng như một cuộc duyệt binh khác của Đệ Nhất hạm đội. Con tàu thực hiện chuyến đi thứ hai sang Viễn Đông, rời Long Beach vào tháng 10 và được phối thuộc tác chiến dưới quyền Tư lệnh Đệ Thất hạm đội. Nó tham gia tuần tra eo biển Đài Loan, huấn luyện chiến thuật chống ngầm cùng như hoạt động phối hợp với đội đặc nhiệm tàu sân bay nhanh tại khu vực Tây Thái Bình Dương, trước khi quay trở về Long Beach vào tháng 3, 1960.

### 1960 - 1965
Đi vào Xưởng hải quân Long Beach để được đại tu trong năm tháng, Wilkinson đồng thời cũng được nâng cấp và hiện đại hóa. Trung tâm Thông tin Tác chiến (CIC: Combat Information Center) được mở rộng và cải tiến, và bổ sung thêm hệ thống radar dò tìm không trung tầm xa cũng như một hệ thống máy bay trực thăng không người lái chống ngầm Gyrodyne QH-50 DASH, giúp nâng cao đáng kể năng lực chống ngầm. Sau khi rời xưởng tàu vào tháng 8, nó huấn luyện thực hành trong sáu tuần lễ ngoài khơi San Diego, rồi hoạt động tại chỗ trong tháng 10 và tháng 11 trước khi lại được phái sang hoạt động tại khu vực Tây Thái Bình Dương, và rời Long Beach trong thành phần Đội khu trục 191 vào ngày 3 tháng 1, 1961.
Sau khi ghé qua Trân Châu Cảng; Midway và Apra Harbor, Guam trên đường đi, Wilkinson đi đến vùng biển Đông vào giữa tháng 3, 1961 để hoạt động cùng một đội đặc nhiệm tàu sân bay. Nó rời khỏi khu vực vào ngày 12 tháng 5 và về đến Long Beach vào ngày 27 tháng 5, rồi đi vào Xưởng hải quân Long Beach vào tháng 6 để được nâng cấp cải tiến thiết bị sonar, công việc kéo dài đến giữa năm 1962. Con tàu tiến hành huấn luyện ôn tập và hoạt động đánh giá thiết bị mới tại khu vực Puget Sound, Washington trước khi quay xuống phía Nam California để hoạt động phối hợp cùng tàu ngầm. Vào ngày 17 tháng 6, 1963, nó rời Long Beach để chuyển sang phục vụ cùng Hạm đội Đại Tây Dương.
Ghé thăm các cảng Acapulco và Salina Cruz, Mexico trên đường đi, Wilkinson băng qua kênh đào Panama vào ngày 29 tháng 6 và đi đến Newport vào ngày 5 tháng 7. Con tàu tiếp tục hoạt động đánh giá thiết bị sonar cho đến ngày 8 tháng 12, đồng thời viếng thăm Bermuda và thành phố New York. Nó có một lượt hoạt động đánh giá sonar khác từ ngày 1 tháng 7, 1964  đến ngày 20 tháng 5, 1965, rồi trình diện để phục vụ cùng Tư lệnh Lực lượng Tuần dương-Khu trục Hạm đội Đại Tây Dương. Trong giai đoạn này nó hoạt động tại các khu vực vịnh Mexico và vùng biển Caribe, và dọc theo bờ biển giữa Newport và New York. Nó cũng ghé đến Key West, Florida và hoạt động huấn luyện ngoài khơi Jacksonville, Florida. Sau đó con tàu được đại tu tại Xưởng hải quân Boston cho đến ngày 5 tháng 2, 1966.

### 1966 - 1970

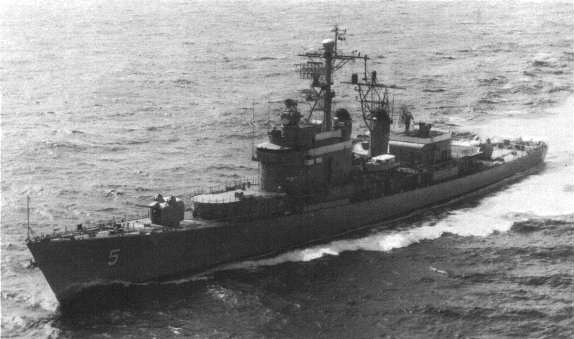
USS Wilkinson (DL-5) vào khoảng cuối thập niên 1960.

Quay khi rời xưởng tàu và quay trở về Newport, Wilkinson lên đường đi sang vùng biển Cuba để huấn luyện ôn tập từ ngày 11 tháng 3 đến ngày 28 tháng 4, 1966. Nó đang hiện diện tại vịnh Guantánamo lúc 03 giờ 10 phút ngày 8 tháng 4, khi được yêu cầu trợ giúp khẩn cấp cho một tàu buôn đang gặp tai nạn hỏa hoạn. Nó lên đường lúc 04 giờ 07 phút, đi hết tốc độ và đến nơi lúc 07 giờ 20 phút, tiếp cận chiếc tàu chở khách-hàng hóa Na Uy Viking Princess. Nó phối hợp với tàu tuần duyên USCGC Cook Inlet (WAVP-384) và tàu buôn Đài Loan Chungking Victory để tiếp nhận những thành viên thủy thủ đoàn của Viking Princess sống sót, và đưa những nạn nhân trở lại vịnh Guantánamo.
Rời vịnh Guantánamo, Wilkinson ghé đến San Juan, Puerto Rico trước khi về đến Newport vào ngày 2 tháng 5. Nó đi đến Xưởng hải quân Boston vào ngày 31 tháng 5 để sửa chữa và tái trang bị hệ thống sonar, rồi quay trở lại Newport vào ngày 1 tháng 9. Từ cảng nhà, nó thực hiện những đợt thực hành huấn luyện trước khi lên đường vào ngày 15 tháng 1, 1967 để đi sang vùng biển Argentine, nơi nó tham gia cuộc duyệt binh hạm đội tại Mar del Plata từ ngày 4 đến ngày 8 tháng 2, nhân lễ kỷ niệm 150 năm độc lập của đất nước Nam Mỹ này. Quay trở về Newport vào ngày 5 tháng 3, nó đi đến xưởng tàu Bethlehem Steel Shipyard tại Boston, Massachusetts để được trang bị hệ thống thu thập thông tin của thiết bị sonar; nó quay trở về Newport vào ngày 4 tháng 5.
Sau đó Wilkinson lên đường đi Montreal, Canada, nơi nó tham gia vào "Tuần lễ Hoa Kỳ" từ ngày 21 đến ngày 28 tháng 5, trong khuôn khổ cuộc Hội chợ quốc tế EXPO 67. Nó bị bất ngờ do cuộc viếng thăm Hội chợ không báo trước của Tổng thống Lyndon B. Johnson, và thủy thủ đoàn của con tàu đã phục vụ như đội vệ binh danh dự của Tổng thống trong lễ hội. Quay trở về Newport vào ngày 1 tháng 6, nó tiếp tục hoạt động đánh giá sonar cho đến mùa Thu, chủ yếu ngoài khơi Newport và tại vùng biển Bahamas, cũng như huấn luyện thường xuyên tại vịnh Narragansett. Sau khi đi đến Port Everglades vào ngày 3 tháng 10 để tiếp nhiên liệu, nó cùng với tàu ngầm phụ trợ Grouper (AGSS-214) hoạt động thử nghiệm sonar trước khi lên đường viếng thăm Freeport, Bahama từ ngày 11 đến ngày 13 tháng 10. Sau khi quay trở về Newport vào ngày 25 tháng 10, nó đi đến Xưởng hải quân Norfolk để sửa chữa, rồi quay trở về cảng nhà vào ngày 21 tháng 12.
Sang năm 1968, Wilkinson tiếp nối hoạt động đánh giá thiết bị sonar tại vùng biển Bahamas, xen kẻ với hoạt động huấn luyện tại Mayport, Florida. Sau khi được bảo trì cặp bên mạn tàu tiếp liệu khu trục Yosemite (AD-19), nó đi vào Xưởng hải quân Boston vào ngày 13 tháng 9 để được đại tu, kéo dài cho đến tháng 6, 1969. Sau khi rời xưởng tàu để chạy thử máy, nó đi đến vịnh Narragansett để thử nghiệm sonar, rồi viếng thăm New York từ ngày 25 đến ngày 28 tháng 7 trước khi quay về Newport. Đến ngày 3 tháng 9, con tàu đi đến Xưởng hải quân Boston để đại tu nhằm chuẩn bị ngừng hoạt động.
Wilkinson được cho xuất biên chế vào ngày 19 tháng 12, 1969, và được đưa về Hạm đội Dự bị Đại Tây Dương, neo đậu tại Philadelphia. Tên nó được cho rút khỏi danh sách Đăng bạ Hải quân vào ngày 1 tháng 5, 1974, và con tàu bị bán cho hãng Luria Brothers tại Philadelphia, Pennsylvania để tháo dỡ vào ngày 13 tháng 6, 1975.